# جورجتاون (مسيسيبي)
جورجتاون (بالإنجليزية: Georgetown, Mississippi)‏ هي بلدة تقع في مقاطعة كوبيا (ميسيسيبي) بولاية مسيسيبي في الولايات المتحدة. تبلغ مساحتها 1.8 (كم²)، وترتفع عن سطح البحر 71 م، بلغ عدد سكانها 344 نسمة في عام 2000 حسب إحصاء مكتب تعداد الولايات المتحدة وتصل الكثافة السكانية فيها 198.2 نسمة/كم2.

## التركيبة السكانية
حدّد مكتب تعداد الولايات المتحدة بيانات التركيبة السكانية لجورجتاون في تعداد الولايات المتحدة. في ما يلي، التركيبة السكانية حسب تعدادي 2000 و2010.

### تعداد عام 2000
بلغ عدد سكان جورجتاون 344 نسمة بحسب تعداد عام 2000، وبلغ عدد الأسر 135 أسرة وعدد العائلات 89 عائلة مقيمة في البلدة. في حين سجلت الكثافة السكانية 195.5 نسمة لكل كيلومتر مربع (506.3/ميل2). وبلغ عدد الوحدات السكنية 152 وحدة بمتوسط كثافة قدره 86.4 لكل كيلومتر مربع (223.8/ميل2).
وتوزع التركيب العرقي للبلدة بنسبة 68.02% من البيض و29.94% من الأمريكيين الأفارقة و0.87% من الأعراق الأخرى و1.16% من عرقين مختلطين أو أكثر و1.74% من الهسبانيون أو اللاتينيون من أي عرق.
بلغ عدد الأسر 135 أسرة كانت نسبة 38.5% منها لديها أطفال تحت سن الثامنة عشر تعيش معهم، وبلغت نسبة الأزواج القاطنين مع بعضهم البعض 40.7% من أصل المجموع الكلي للأسر، ونسبة 19.3% من الأسر كان لديها معيلات من الإناث دون وجود شريك،  بينما كانت نسبة 5.9% من الأسر لديها معيلون من الذكور دون وجود شريكة وكانت نسبة 34.1% من غير العائلات. تألفت نسبة 33.3% من أصل جميع الأسر من عدة أفراد يعيشون في نفس المنزل ونسبة 10.4% كانت تتألف من شخص يعيش بمفرده يبلغ من العمر 65 عاماً أو أكثر. وبلغ متوسط حجم الأسرة المعيشية 2.55، أما متوسط حجم العائلات فبلغ 3.27.
بلغ العمر الوسطي للسكان 35.2 عاماً. وكانت نسبة 29.9% من القاطنين تحت سن الثامنة عشر، وكانت نسبة 8.1% بين الثامنة عشر والرابعة والعشرين عاماً، ونسبة 29.7% كانت واقعةً في الفئة العمرية ما بين الخامسة والعشرين والرابعة والأربعين عاماً، ونسبة 20.9% كانت ما بين الخامسة والأربعين والرابعة والستين، ونسبة 11.3% كانت ضمن فئة الخامسة والستين عاماً فما فوق. يوجد لكل 100 أنثى 90.1 ذكر، ويوجد لكل 100 أنثى في الثامنة عشر من عمرها فما فوق 81.2 ذكر.
بلغ متوسط دخل الأسرة في البلدة 25,781 دولارًا، أما متوسط دخل العائلة فبلغ 31,000 دولارًا. وكان متوسط دخل الذكور 28,958 دولارًا مقابل 20,313 دولارًا للإناث. وسجل دخل الفرد الخاص بالبلدة 17,919 دولارًا. وكانت نسبة 19.3% من العائلات ونسبة 22.4% من السكان تحت خط الفقر، وكان من هؤلاء نسبة 26% تحت سن الثامنة عشر ونسبة 31.8% في الخامسة والستين من العمر وما فوق.

### تعداد عام 2010
بلغ عدد سكان جورجتاون 286 نسمة بحسب تعداد عام 2010، وبلغ عدد الأسر 122 أسرة وعدد العائلات 77 عائلة مقيمة في البلدة. في حين سجلت الكثافة السكانية 162.5 نسمة لكل كيلومتر مربع (420.9/ميل2). وبلغ عدد الوحدات السكنية 139 وحدة بمتوسط كثافة قدره 79 لكل كيلومتر مربع (204.6/ميل2).
وتوزع التركيب العرقي للبلدة بنسبة 55.24% من البيض و41.96% من الأمريكيين الأفارقة و0.35% من الأمريكيين الأصليين و0.35% من الأمريكيين ذوي الأصول الآسيوية و2.10% من عرقين مختلطين أو أكثر.
بلغ عدد الأسر 122 أسرة كانت نسبة 30.3% منها لديها أطفال تحت سن الثامنة عشر تعيش معهم، وبلغت نسبة الأزواج القاطنين مع بعضهم البعض 35.2% من أصل المجموع الكلي للأسر، ونسبة 20.5% من الأسر كان لديها معيلات من الإناث دون وجود شريك،  بينما كانت نسبة 7.4% من الأسر لديها معيلون من الذكور دون وجود شريكة وكانت نسبة 36.9% من غير العائلات. تألفت نسبة 32.8% من أصل جميع الأسر من عدة أفراد يعيشون في نفس المنزل ونسبة 17.2% كانت تتألف من شخص يعيش بمفرده يبلغ من العمر 65 عاماً أو أكثر. وبلغ متوسط حجم الأسرة المعيشية 2.34، أما متوسط حجم العائلات فبلغ 3.00.
بلغ العمر الوسطي للسكان 41.5 عاماً. وكانت نسبة 22% من القاطنين تحت سن الثامنة عشر، وكانت نسبة 8% بين الثامنة عشر والرابعة والعشرين عاماً، ونسبة 23.4% كانت واقعةً في الفئة العمرية ما بين الخامسة والعشرين والرابعة والأربعين عاماً، ونسبة 27.3% كانت ما بين الخامسة والأربعين والرابعة والستين، ونسبة 19.2% كانت ضمن فئة الخامسة والستين عاماً فما فوق. وتوزع التركيب الجنسي للسكان بنسبة 42.3% ذكور و57.7% إناث.

## وصلات خارجية
- The US50 - Cities and Towns in Mississippi State
- Mississippi Cities and Towns, Facts, Map, Flag, Colleges, Government, and More